# マクシム・バルテルメ
マクシム・バルテルメ（Maxime Barthelmé, 1988年9月8日 - ）は、フランス・サルトルーヴィル出身のサッカー選手。EAギャンガン所属。ポジションはミッドフィールダー。

## 経歴
FCロリアンでリーグ・アンにおいて100試合以上出場したのち、2017年8月、リーグ・ドゥのLBシャトールーと2年契約を結んだ。
2019年6月、トロワACと3年契約を結んだ。
2021年7月5日、EAギャンガンと2年契約を結んだ。